# Triogma nimbipennis
Triogma nimbipennis är en tvåvingeart som beskrevs av Alexander 1941. Triogma nimbipennis ingår i släktet Triogma och familjen mellanharkrankar. Inga underarter finns listade i Catalogue of Life.